# ملة كبود (همت أباد)
ملة کبود (بالفارسية: مله‌کبود) هي مستوطنة تقع في إيران في قسم همت أباد الريفي.